# Карин Хансдоттер
Катарина «Карин» Хансдоттер (швед. Katarina «Karin» Hansdotter; 1539—1596), — шведская придворная дама и любовница короля Швеции Юхана III, в то время когда он был принцем и герцогом Финляндии в 1555—1562 годах.

## Биография
Карин Хансдоттер была дочерью лютеранского священника Ганса Классона Кёккеместера, бывшего монаха доминиканского ордена, и его жены Ингеборг Окесдоттер, бывшей монахини и незаконнорожденной дочери графа Оке Ханссона Тотта. Её отец оставил монашескую жизнь после шведской Реформации и стал лютеранским священником в Стокгольме, но потерял свой сан из-за прелюбодеяния.

### Любовница принца
Карин Хансдоттер получила место при дворе вдовствующей королевы Катарины Стенбок, где она познакомилась с принцем Юханом. В 1555 году у принца Юхан появился свой собственный двор, а Карин оставила своё место у вдовствующей королевы и стала официальной содержанкой Юхана с одобрения своего опекуна. В 1556 году она сопровождала Юхана, когда тот уехал из Швеции в Абоский замок в своём герцогстве Финляндском, где жила вместе с ним как хозяйка и центральная фигура его двора. Её называли «нашей милостивой госпожой», и она содержала свой собственный дом с собственными служанками, а также принимала у себя своих родственников и друзей. Она проводила Юхана до самой Арбоги во время его путешествия в Англию в 1559 году, а также жила с ним в Стокгольме в 1560—1561 годах. У супругов было четверо детей.
В 1562 году отношения между Карин и Юханом были прерваны в преддверии его женитьбы на Катерине Ягеллонке. В октябре 1562 года Карин получила несколько поместий в Финляндии, в частности поместье Вяяксю в Кангасале, и вышла замуж за дворянина Класа Андерссона Вестгёте (ум. 1565), доверенного придворного Юхана. Юхан дал ей большое приданое, и она удалилась в поместье своего нового супруга, Вик в Биркале. Карин оставила своих старших детей с Юханом, но двое младших последовали за ней в Вик, а также её собственная мать, которая, по-видимому, жила с ней.

### Поздняя биография
В 1563 году герцог Юхан восстал против своего сводного брата, короля Эрика XIV, и её супруг присоединился к нему. Поражение восстания Юхана привело к тому, что он и его семья (включая двух её старших детей от него) были заключены в тюрьму, а её супруг казнён за измену за его участие в восстании. Карин, овдовевшая и покинутая, осталась без средств к существованию после того, как её дом был разграблен, однако на следующий год Эрик XIV вернул ей её собственность.
Когда Юхан занял трон после низложения своего брата в 1568 году, он даровал Карин несколько дополнительных поместий, сделав её довольно богатой. В 1572 году Карин вышла замуж за королевского чиновника Ларса Хенриксона Хорделя (ум. 1591). Её новому мужу было пожаловано дворянство Юханом III в 1576 году при условии, что он «впредь будет верно и усердно действовать по отношению к нашей дорогой Госпоже и обоим нашим отпрыскам». Впоследствии её мужу была предоставлена должность, а сын назначен гувернёром Абоского замка, а дети получили дворянство в 1577 году по указу Юхана III, а дочь София стала фрейлиной шведской принцессы Елизаветы. С 1580 года, благодаря должностям своего супруга и сына, Карин смогла вернуться в Абоский замок и снова стать его хозяйкой и заиметь свой собственный двор. После смерти дочери Софии в 1585 году она опекала своих внуков, её детей, пока они не были вывезены в Швецию в 1589 году.
Овдовев в 1591 году, Карин удалилась в свое поместье, где она была соседкой свергнутой королевы Карин Монсдоттер, которая жила в соседнем поместье. Карин Хансдоттер умерла в 1596 году во время большого финского крестьянского восстания и умерла незадолго до того, как мятежники добрались до её поместья и разграбили его.

## Дети
У Карин и Юхана III было четверо детей:
- София Юлленхильм (1556—1583), вышедшая замуж за Понтуса делагарди (ум. 1585),
- Аугуст Юханссон Юлленхильм (1557—1560),
- Юлиус Юханссон Юлленхильм (1559—1583),
- Лукреция Юлленъельм (1561—1585).

У Карин и Класа, её первого мужа, был один ребёнок:
- Брита Класдоттер Вестгёте (около 1563—1620), вышедшая замуж за Карла Стенбока (ум. 1609).

У Карин и Ларса, её второго мужа, был один ребёнок:
- Анна Ларсдоттер Хордель (1573—1646), вышедшая замуж за Ханса Мортенссона Бойе (ум. 1617).